# Geositta peruviana
El minero peruano, caminera peruana o caminera de la costa (Geositta peruviana), es una especie de ave paseriforme de la familia Furnariidae perteneciente al género Geositta. Es endémica de la costa de Perú.

## Distribución y hábitat
Se distribuye en la franja costera árida desde el noroeste hasta el suroeste de Perú.
Esta especie es considerada localmente común en su hábitat natural, áreas áridas, semidesérticos, abiertas, generalmente arenosas y casi siempre inmediatamente a lo largo de la costa, hasta los 700 m de altitud.

## Sistemática

### Descripción original
La especie G. peruviana fue descrita originalmente por el naturalista francés Frédéric de Lafresnaye en el año 1847, bajo el mismo nombre científico. Su localidad tipo es: «Alrededores de Lima, Perú».

### Etimología
El nombre genérico femenino «Geositta» es una combinación de la palabra griega «γεω geō»: suelo, y del género Sitta, con quien se pensaba que se asemejaban las especies de este género en la época de la descripción; y el nombre de la especie «peruviana», de Perú.

### Taxonomía
Algunos autores, con base en algunas similitudes de plumaje, pequeño tamaño y biogeografía, sugirieron que esta especie podría estar más próximamente relacionada con Geositta maritima, a pesar de que las diferencias fundamentales en el patrón de alas y cola indican lo contrario; más allá, los estudios genéticos muestran que pertenecen a clados diferentes, cualquier similitud se debe a convergencia.

### Subespecies
Según las clasificaciones del Congreso Ornitológico Internacional (IOC) y Clements Checklist/eBird v.2018, se reconocen tres subespecies, con su correspondiente distribución geográfica:
- Geositta peruviana paytae Ménégaux & Hellmayr, 1906 - noroeste de Perú (Áncash, La Libertad, Lambayeque, y Piura).
- Geositta peruviana peruviana Lafresnaye, 1847 - oeste del Perú (Lima).
- Geositta peruviana rostrata Stolzmann, 1926 - sudoeste del Perú (Ica).